# Ÿ
Ÿ, ÿ (Y с диэрезисом) — буква расширенной латиницы.
Встречается во французском и венгерском языках в некоторых именах собственных, например:
- французский: Aÿ, Faÿ-lès-Nemours, Freÿr, L’Haÿ-les-Roses, Moÿ-de-l’Aisne; Jules Balaÿ, Ysaÿe
- венгерский: Hutÿra Ferenc, Harasztÿ István, Danÿ Margit, Méhelÿ Lajos, Isabella von Croÿ-Dülmen

Написание Ÿ означает, что буква Y читается сама по себе, не образуя комбинаций с соседними буквами.
Как хеви-метал-умлаут присутствует в названии американской прогрессив-метал группы Queensrÿche.